# 王拯 (明朝)
王拯（15世紀—15世紀），字以仁，廣東廣州府東莞縣篁村人，明朝政治人物。

## 生平
王拯是天順三年（1459年）己卯科廣東鄉試舉人，成化七年（1477年）授邵武縣知縣，能記住每一位來縣衙的人，細心稽查戶口，因公事至鄉郊，人民煮雞給他食用，他卻只吃蔬菜。縣廳破舊，他拿出三百多金給耆民張舉生、何淳二人，說：「儲起它，待豐年才翻新。」很快他因為父母逝世回鄉，離去前他對邵武府知府劉元述說此事，劉元召來二人拿出金錢，發現封條尚未拆開，歎道：「有此賢吏，才有此良民。」後來他補任廣東昌化縣知縣、瓊山縣知縣，戶部尚書瓊山人丘濬稱他「治行古循吏不能過」，辭官後六十年其子王某路過瓊山，縣民依然思慕他。

## 引用
1. 1 2  嘉慶《東莞縣志·卷二十九·人物》：王拯，字以仁，篁村人，天順三年舉人，授邵武知縣，英敏強記，民詣縣者一見輒不忘，嘗出郊民烹伏雌告膳，卻之曰：「吾非矯情，恐後來相效也。」督造版籍，請托不行，勾考精明，宿弊盡革，朔望詣學，課諸陞賞勤懲惰以為常，以憂歸。起補昌化、瓊山，邱濬稱其「治行古循吏不能過」。去官後六十年子某過其地，遺民猶思慕未哀云。
2. ↑  咸豐《邵武縣志·卷十三·名宦志》：王拯，東莞人，成化七年由鄉貢任邵武知縣，穎悟強記，吏民一見即記其姓名，嘗因公事至鄉，民烹雞以進，拯惟茹蔬；督造版籍，稽考精明，宿弊盡除，縣廳事敝，以三百餘金付耆民張舉生、何淳二人，曰：「儲此，俟歲豐新之。」尋以憂歸，白其事於知府劉元，召二人至出其金，封識如故，元歎曰：「有此賢吏，遂有此良民。」